# Ivan Oranges
Ivan Oranges (Marigliano, 17 luglio 1969) è un allenatore di calcio a 5 italiano.

## Carriera

### Giocatore
Nel 1993, quando il padre fonda l'A.S. Marigliano '94, è chiamato a ricoprire il doppio incarico di giocatore/dirigente.
Dopo un anno di C, con la divisione della quarta serie in Serie C1 e Serie C2, i campani si iscrivono a quest'ultima, raggiungendo la promozione 2 anni dopo.

### Allenatore
Nel 1996 inizia la sua carriera di allenatore, sempre al Marigliano. Guida la compagine biancoblu per i successivi 13 anni, arrivando, nel 2007, a conquistare la promozione in Serie A2.
Nel 2009 con la fusione tra Marigliano e Marcianise, è chiamato a guidare la nuova realtà in A2, cogliendo alla prima annata un nono, e alla seconda un ottavo posto.
Nel 2012, a seguito di un'ulteriore fusione della sua società, questa volta con lo Scafati Santa Maria, guida il nuovo sodalizio prima alla vittoria della Coppa Italia di categoria, e successivamente alla promozione in massima serie.
La stagione 2013-2014 segna il suo passaggio al Napoli, sia come allenatore della prima squadra (prima esperienza per Oranges in massima serie), sia degli allievi (con i quali, a fine stagione, vince lo scudetto di categoria). La sua esperienza con i partenopei termina con l'esonero dell'autunno 2015.
Nell'estate 2016 diventa nuovo allenatore della neopromossa in A2 Feldi Eboli. Il 23 gennaio successivo si dimette e viene sostituito da Massimo Ronconi.
La stagione successiva riparte dalla C1, accordandosi con il Real San Vitaliano. Nel 2019 torna in massima serie, sostituendo Alessandro Nuccorini sulla panchina della neopromossa Sandro Abate.

## Palmarès

### Allenatore

#### Competizioni nazionali
- Coppa Italia di Serie A2: 1
  - Napoli SMS: 2012-13
- Campionato di Serie B: 1
  - Marigliano: 2006-07

#### Competizioni giovanili
- Campionato nazionale allievi: 1
  - Napoli: 2013-14